# Mauricio Ugartemendia
Mauritius Ugartemendia Lauzirika noto semplicemente come Mauri (Guernica, 26 luglio 1934 – Guernica, 18 febbraio 2022) è stato un calciatore spagnolo, di ruolo centrocampista.

## Carriera
Durante la sua carriera, durata circa 15 anni, giocò per Arenas Club de Getxo, Athletic Club, Recreativo, Sabadell e Real Avilés.
Con l'Athletic Club vinse un campionato e 3 coppe nazionali.
Vestì in 5 occasioni la casacca della Nazionale maggiore, giocando sempre partite amichevoli.

## Statistiche

### Presenze e reti nei club
| Stagione             | Squadra              | Campionato           | Campionato | Campionato | Coppe nazionali | Coppe nazionali | Coppe nazionali | Coppe internazionali | Coppe internazionali | Coppe internazionali | Altre coppe | Altre coppe | Altre coppe | Totale | Totale |
| Stagione             | Squadra              | Comp                 | Pres       | Reti       | Comp            | Pres            | Reti            | Comp                 | Pres                 | Reti                 | Comp        | Pres        | Reti        | Pres   | Reti   |
| -------------------- | -------------------- | -------------------- | ---------- | ---------- | --------------- | --------------- | --------------- | -------------------- | -------------------- | -------------------- | ----------- | ----------- | ----------- | ------ | ------ |
| 1952-1953            | Arenas Getxo         | TD                   | ?          | ?          | CS              | -               | -               | -                    | -                    | -                    | -           | -           | -           | ?      | ?      |
| 1953-1954            | Athletic Club        | PD                   | 21         | 4          | CS              | 0               | 0               | -                    | -                    | -                    | -           | -           | -           | 21     | 4      |
| 1954-1955            | Athletic Club        | PD                   | 28         | 2          | CS              | 7               | 1               | -                    | -                    | -                    | -           | -           | -           | 35     | 3      |
| 1955-1956            | Athletic Club        | PD                   | 27         | 6          | CS              | 7               | 2               | -                    | -                    | -                    | -           | -           | -           | 34     | 8      |
| 1956-1957            | Athletic Club        | PD                   | 27         | 8          | CS              | 2               | 0               | CC                   | 6                    | 0                    | -           | -           | -           | 35     | 14     |
| 1957-1958            | Athletic Club        | PD                   | 27         | 3          | CS              | 6               | 1               | -                    | -                    | -                    | -           | -           | -           | 33     | 4      |
| 1958-1959            | Athletic Club        | PD                   | 27         | 13         | CS              | 4               | 2               | -                    | -                    | -                    | -           | -           | -           | 31     | 15     |
| 1959-1960            | Athletic Club        | PD                   | 28         | 9          | CS              | 7               | 5               | -                    | -                    | -                    | -           | -           | -           | 35     | 14     |
| 1960-1961            | Athletic Club        | PD                   | 24         | 2          | CS              | 3               | 0               | -                    | -                    | -                    | -           | -           | -           | 27     | 2      |
| 1961-1962            | Athletic Club        | PD                   | 18         | 6          | CS              | 5               | 1               | -                    | -                    | -                    | -           | -           | -           | 23     | 7      |
| 1962-1963            | Athletic Club        | PD                   | 7          | 1          | CS              | 0               | 0               | -                    | -                    | -                    | -           | -           | -           | 7      | 1      |
| 1963-1964            | Athletic Club        | PD                   | 12         | 6          | CS              | 0               | 0               | -                    | -                    | -                    | -           | -           | -           | 12     | 6      |
| Totale Athletic Club | Totale Athletic Club | Totale Athletic Club | 246        | 60         |                 | 41              | 12              |                      | 6                    | 0                    |             | -           | -           | 293    | 72     |
| 1964-1965            | Recreativo Huelva    | SD                   | 0          | 0          | CS              | -               | -               | -                    | -                    | -                    | -           | -           | -           | 0      | 0      |
| dic. 1965            | Recreativo Huelva    | SD                   | 3          | 0          | CS              | -               | -               | -                    | -                    | -                    | -           | -           | -           | 3      | 0      |
| Totale Recreativo    | Totale Recreativo    | Totale Recreativo    | 3          | 0          |                 | -               | -               |                      | -                    | -                    |             | -           | -           | 3      | 0      |
| gen.-giu. 1966       | Sabadell             | PD                   | 10         | 3          | CS              | -               | -               | -                    | -                    | -                    | -           | -           | -           | 10     | 3      |
| 1966-1967            | Real Avilés          | ?                    | ?          | ?          | CS              | -               | -               | -                    | -                    | -                    | -           | -           | -           | ?      | ?      |
| Totale carriera      | Totale carriera      | Totale carriera      | 259        | 72         |                 | 41              | 12              |                      | 6                    | 0                    |             | -           | -           | 306    | 75     |

### Cronologia presenze e reti in Nazionale
| Cronologia completa delle presenze e delle reti in nazionale ― Spagna | Cronologia completa delle presenze e delle reti in nazionale ― Spagna | Cronologia completa delle presenze e delle reti in nazionale ― Spagna | Cronologia completa delle presenze e delle reti in nazionale ― Spagna | Cronologia completa delle presenze e delle reti in nazionale ― Spagna | Cronologia completa delle presenze e delle reti in nazionale ― Spagna | Cronologia completa delle presenze e delle reti in nazionale ― Spagna | Cronologia completa delle presenze e delle reti in nazionale ― Spagna |
| Data                                                                  | Città                                                                 | In casa                                                               | Risultato                                                             | Ospiti                                                                | Competizione                                                          | Reti                                                                  | Note                                                                  |
| --------------------------------------------------------------------- | --------------------------------------------------------------------- | --------------------------------------------------------------------- | --------------------------------------------------------------------- | --------------------------------------------------------------------- | --------------------------------------------------------------------- | --------------------------------------------------------------------- | --------------------------------------------------------------------- |
| 18-5-1955                                                             | Madrid                                                                | Spagna                                                                | 1 – 1                                                                 | Inghilterra                                                           | Amichevole                                                            | -                                                                     |                                                                       |
| 19-6-1944                                                             | Ginevra                                                               | Svizzera                                                              | 0 – 3                                                                 | Spagna                                                                | Amichevole                                                            | -                                                                     |                                                                       |
| 27-11-1955                                                            | Dublino                                                               | Irlanda                                                               | 2 – 2                                                                 | Spagna                                                                | Amichevole                                                            | -                                                                     |                                                                       |
| 30-11-1955                                                            | Londra                                                                | Inghilterra                                                           | 4 – 1                                                                 | Spagna                                                                | Amichevole                                                            | -                                                                     |                                                                       |
| 3-6-1956                                                              | Lisbona                                                               | Portogallo                                                            | 3 – 1                                                                 | Spagna                                                                | Amichevole                                                            | -                                                                     |                                                                       |
| Totale                                                                |                                                                       | Presenze                                                              | 5                                                                     |                                                                       | Reti                                                                  | 0                                                                     |                                                                       |

## Palmarès

### Club

#### Competizioni nazionali
- Campionato spagnolo: 1

Athletic Club: 1955-1956
- Copa del Generalísimo: 3

Athletic Club: 1955, 1956, 1958